# Lophoptera delogramma
Lophoptera delogramma là một loài bướm đêm trong họ Noctuidae.